# 西村浩幸
西村 浩幸（にしむら ひろゆき 、1960年6月12日 - ）は、日本の彫刻家、画家、漫画家。

## 略歴
大阪出身。東京芸術大学を卒業。ファッションブランドの企画デザイン、イラストレーターなどフリーの仕事。代々木ゼミナール講師を経て、2008年（株）象鯨設立。絵画講座、美術予備校、原画作成などを主な内容とする。

## 学歴
- 1960年6月12日 大阪に生まれる
- 1982年 東京藝術大学工芸科入学
- 1986年 東京藝術大学大学工芸科卒業
- 1985年 東京藝術大学安宅賞

## 職歴
- 1987~1991 （株）ダーバンで企画、デザイン、演出等（契約）
- 1987~2000 代々木ゼミナール大阪造形専門学校講師
- 2001~2005 代々木ゼミナール造形学校東京芸大コース主任
- 2006~2008 代々木ゼミナール横浜アトリエ総合主任
- 2008年2月 （株）象鯨設立・代表取締役

## 受賞歴
- 2000年 第6回鹿島彫刻コンクール 模型入選
- 2004年 第8回鹿島彫刻コンクール 銀賞[1]
- 2008年 第10回鹿島彫刻コンクール 奨励賞[1]
- 2009年 第11回鹿島彫刻コンクール 模型入選
- 2010年 第10回大分アジア彫刻展 大賞[1]
- 2011年 第12回鹿島彫刻コンクール 模型入選
- 2013年 第13回鹿島彫刻コンクール 模型入選
- 2016年 第14回鹿島彫刻コンクール 入選[1]

•2024年 第18回鹿島彫刻コンクール 金賞

## 個展・グループ展
- 1990～ 六本木axisギャラリー、横浜山手ゲーテ館、横浜高島屋、その他。グループ展
- 2003年 「西村浩幸彫刻展・nostra casa」／gallery銀座一丁目（銀座）
- 2007年 「生活の中の美」西村浩幸・柳元悦展／ギャラリーTOM（渋谷／松濤）
- 2009年 「西村浩幸彫刻展・casa」／関口美術館東館（江戸川／葛西）
- 2009年 「推移の仮説」／NPAKギャラリー（Yerevan,ARMENIA）
- 2009年 「西村浩幸ドローイング展」／coccinella（中目黒）
- 2009年 「西村浩幸アルメニアスケッチ展」／MAXIVIN（六本木）
- 2010年 「鋳物ってなにー？西村浩幸・鋳造の工程」／世代工房（神奈川／大磯）
- 2010年 「西村浩幸彫刻展・landscape of armenia」／GEM ART（南青山）
- 2010年 「第10回大分アジア彫刻展」／朝倉文夫記念館（大分）
- 2010年 「ZOUGEI carved furniture」／GEM ART（南青山）
- 2011年 「手で観る2011」／ギャラリーTOM（渋谷／松濤）
- 2011年  象鯨彫刻家具展／ギャラリーTOM（渋谷／松濤）
- 2012年　第5回西さがみ美術交流展／小田原市民会館（神奈川／小田原）
- 2012年　アルメニア国交20周年記念展／ヨコハマ創造都市センター（横浜）
- 2012年　fish京子ちゃん展 in okinawa／つくらし（沖縄／恩納村）
- 2013年  林正樹ピアノコンサートにて彫刻設置／新宿オペラシティ（新宿）
- 2013年  「西村浩幸彫刻展・the lord is my shepard」／gallery銀座一丁目（銀座）
- 2013年　fish京子ちゃん展 in kagoshima ／屋根裏ギャラリー（鹿児島／伊佐）
- 2013年　fish京子ちゃん展 in kagoshima ／かえるスタイル（鹿児島／垂水）
- 2013年　fish京子ちゃん展 in fukuoka ／whitespace one（福岡）
- 2013年　fish京子ちゃん展 in yugawara／スペース楠樟 （神奈川／湯河原）
- 2013年　fish京子ちゃんプロジェクト／shibuya publishing&booksellers（渋谷／富ヶ谷）
- 2013年　西村浩幸彫刻展 vs fish京子ちゃんプロジェクト／ギャラリーTOM（渋谷／松濤）
- 2014年　西村浩幸彫刻展 & fish京子ちゃんプロジェクト in CCAA／CCAA（新宿／四谷）
- 2014年　fish京子ちゃん展 in sakai／もずみみはらアトリエ（大阪／堺）

## 作品収蔵
- 関口美術館
- ギャラリーTOM
- ドーミーインPREMIUM京都駅前
- 柚木沙弥朗邸
- 四谷CCAA

## 雑誌等掲載記事
- 2002年　SLOW LIFE　出版：ヌーベルグー
- 2003年　自然の仕事に就こう　出版：山と渓谷社
- 2009年　月刊ギャラリー3　出版：ギャラリーステーション
- 2009年　月刊ギャラリー4　出版：ギャラリーステーション
- 2012年　KINARI 07　出版：ネコ・パブリッシング
- 2013年　Musee104（ミュゼ）　出版：CIA
- 2013年　Musee105（ミュゼ）　出版：CIA

## テレビ
- NHK eテレ「デザインあ」の『デッサンあ』デッサン

## 美術館ワークショップ
- 2012年　象鯨デッサン考察1　横浜美術館市民のアトリエ
- 2013年　象鯨デッサン考察2　横浜美術館市民のアトリエ

## 出版
- fish京子ちゃんcomic（2013発行）株式会社象鯨

## 象鯨関連事業
1. 造形制作
絵画、彫刻作品の提供。プロダクトやメディアへの描写的な原画提供。壁画制作。家具制作（象鯨彫刻家具）
http://www.zougei.jp
2. 様々な文化活動を企画し、美大生から一般社会人を対象とした生涯学習の場
  - 象鯨美術学院（予備校） http://www.zougei.com
  - 象鯨accademianut（生涯教育） http://www.accademianut.com
  - 象鯨芸術支援講座（art brutを考える講座）
3. 世代工房
市民の為の展示室 http://www.sedaikobo.com
4. 象鯨会
卒業生27年間の0B会が象鯨スタッフとして各種プロジェクトの運営、ワークショップ講師、デザイナーとして象鯨をサポート
5. fish京子ちゃんプロジェクト
社会風刺4コマ漫画 http://www.fishkyoko.com